# Pieńki (Zamołodycze)
Pieńki – część wsi Zamołodycze w Polsce, położona w województwie lubelskim, w powiecie włodawskim, w gminie Stary Brus.
W latach 1975–1998 Pieńki administracyjnie należały do województwa chełmskiego.